# 삼성 갤럭시 탭 8.9
삼성 갤럭시 탭 8.9(Samsung GALAXY Tab 8.9)는 삼성전자에서 2011년 8월 17일에 출시한 안드로이드 태블릿 컴퓨터이다.

## 안드로이드3.2 허니콤업그레이드
GT-P7320은 3.2 허니콤을 탑재하여 출시했다.

## 안드로이드4.0 아이스크림 샌드위치업그레이드
갤럭시탭 8.9는 4.0 아이스크림 샌드위치 업그레이드를 지원한다.

## 변종

### 대한민국

#### SHW-M305W
WI-Fi 모델로 셀룰러기능은 내장되어있지 않음.
스마트 홈통화 기능이 있으나 통신사에서 산경우에만 해당됨, 070 번호로 시작됨.
현재2019년에 사용하기에는 아담한 사이즈이고 16gb에 공장 초기화를 한 새제품이라 해도 기기 자체가 느림.

#### SHV-E140S/K/L
LTE 모델. 16GB,32GB 두 스토리지로 출시. SK,KT,U+에서 출시되었다. DMB가 추가로 지원된다

## 같이 보기
- 삼성 갤럭시 탭
- 삼성 갤럭시 탭 10.1